# Hamophthirius galeopitheci
Hamophthirius galeopitheci ist eine Art der Echten Tierläuse, die beim Malaien-Gleitflieger (Cynocephalus variegatus) parasitiert. Es ist der einzige Vertreter der Gattung Hamophthirius und diese wiederum die einzige in der Familie Hamophthiriidae.

## Merkmale
Weibchen sind 2,5 mm lang, Männchen 1,7 mm. Der Kopf ist stark sklerotisiert. Die Antennen sind dreigliedrig, das erste Glied ist deutlich stärker als die anderen und hat einen großen und hinten einen kleinen Haken, das dritte zwei Grübchen mit acht bis zehn Sensillen. Die Kopfunterseite trägt hinten zwei dolchartige Dornen. Die vorderen Winkel des Prothorax sind abgerundet. Die drei Beinpaare sind von mittlerer Größe und etwa gleich entwickelt. Die Tibiae tragen am unteren Ende vier kleine Dornen, die der entsprechenden Kralle gegenüber stehen. Die Pleuralskleriten des Abdomens sind klein, die Tergiten und Sterniten tragen zwei Borstenreihen.
Charakteristika zur Identifizierung sind:
- Antennen mit drei Gliedern, das erste so groß wie die anderen beiden zusammen
- Kopf und erstes Antennenglied mit kräftigen nach hinten gerichteten Haken
- Abdomen ohne kleine sklerotisierte Punkte
- beim Malaien-Gleitflieger